# Jan Dvořák (pěstitel květin)
Jan Dvořák (15. března 1924 Šlapanice – 10. srpna 2006 Šlapanice) byl český šlechtitel chryzantém.
Od dětství pracoval v rodinném zahradnictví, pak absolvoval Zahradnickou pokračovací školu v Brně. Po válce působil na pražském Veleslavíně, kde byl kolegou Antonína Brůhy. Po návratu do rodných Šlapanic se ve svém skleníku téměř šedesát let věnoval křížení chryzantém. Vypěstoval více než čtyři sta odrůd vhodných pro malopěstitele, k nejznámějším patří Eliška, Vladěnka, Drahuška, Barborka, Rafa, Pohádka, Růžové pírko, Slunečnice a Rudý samet. Byl první ve střední Evropě, kdo díky opylování získal křížence velkokvětých chryzantém ze semen, dokázal také prodloužit sezónu kvetení.
Zvítězil na mezinárodní výstavě v Erfurtu a dvakrát získal zlatou medaili na výstavě Flora Olomouc. V roce 1990 o něm vznikl dokumentární film Profese zahradník – šlechtitel (režie Kuba Jureček). Byl přijat do britské National Chrysanthemum Society a jeho práci vyslovil uznání japonský mistr ikebany Sofu Tešigahara. Roku 2004 mu byla udělena Cena Jihomoravského kraje. Dvořákovu šlechtitelskou činnost mapuje projekt Hledání šlapanické víry: chryzantémy, společenství, rituály, paměť, který iniciovala Fakulta architektury Vysokého učení technického v Brně.
Jeho švagrem byl generál Miroslav Liškutín.